# Ягодицы
Я́годи́цы — мягкие ткани задней и латеральных поверхностей таза, представленные ягодичными мышцами, подкожной клетчаткой и кожей. Каждая ягодица ограничена сверху областью пояснично-крестцового ромба (Михаэлиса) и крылом подвздошной кости, снизу — подъягодичной складкой и промежностью, а сбоку — областью большого вертела бедра.
Ягодицы мужчин и женщин имеют заметные анатомические различия. Крылья подвздошных костей у женщин развёрнуты в большей степени, чем у мужчин. Шире лобковый угол (90—100° и 70—75° соответственно). Женский таз в целом шире мужского, но менее глубок. В ягодичных областях у женщин откладывается больше жировой клетчатки. Существуют некоторые половые различия и во взаиморасположении бедренных костей и костей таза, что обусловлено разным углом входа головок бедренных костей в вертлужные впадины (у мужчин — 40°, у женщин — 45°).
Адриан Спигелий (1578—1625) утверждал, что ягодицы нужны человеку исключительно потому, что являются природной подушкой, «сидя на которой, человек может праведно и усердно предаваться размышлениям о божественном».

## Иллюстрации

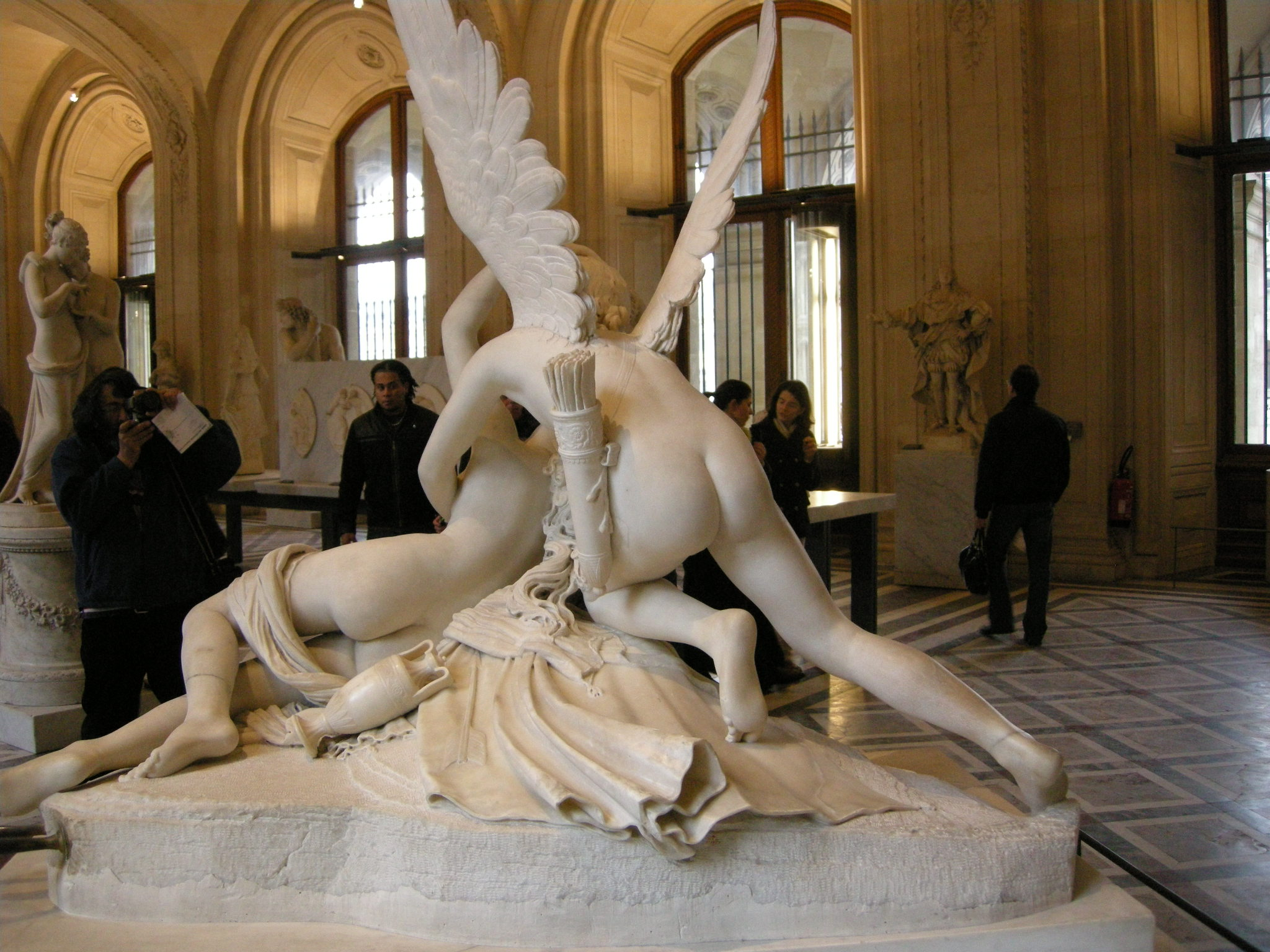
Амур и Психея (вид сзади), Лувр
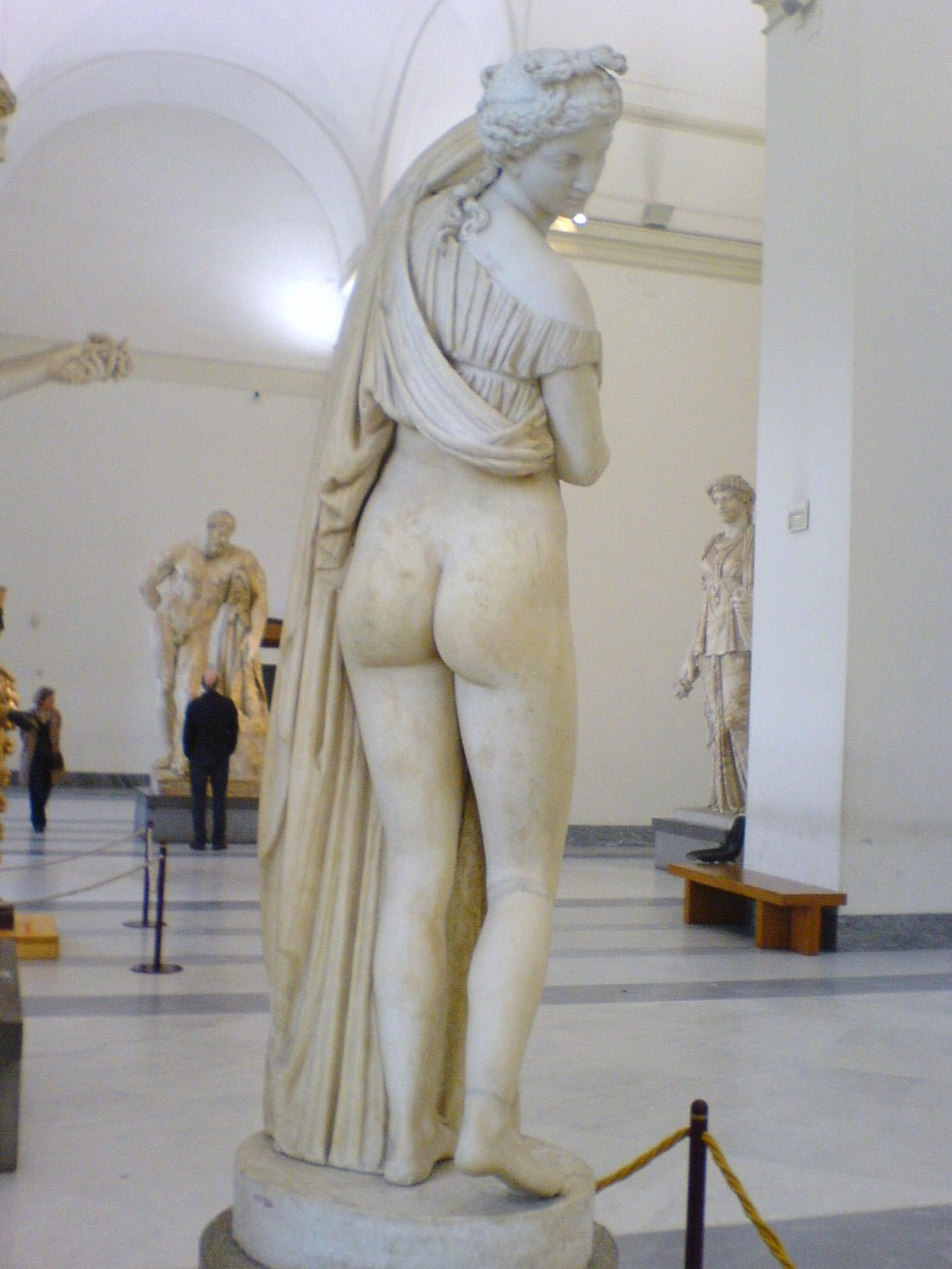
Венера Каллипига, музей Неаполя
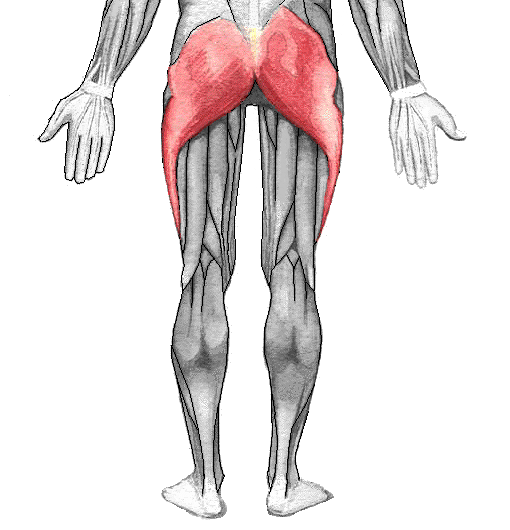
Большие ягодичные мышцы
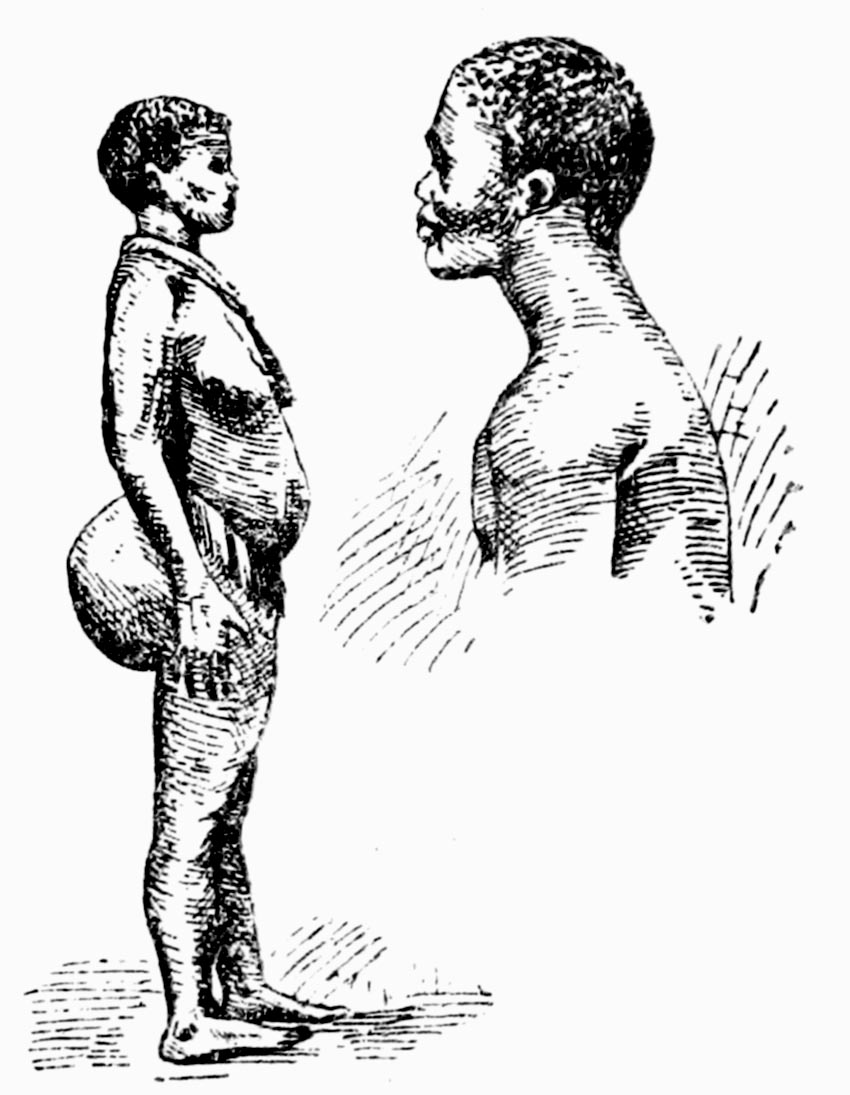
Стеатопигия у готтентотов
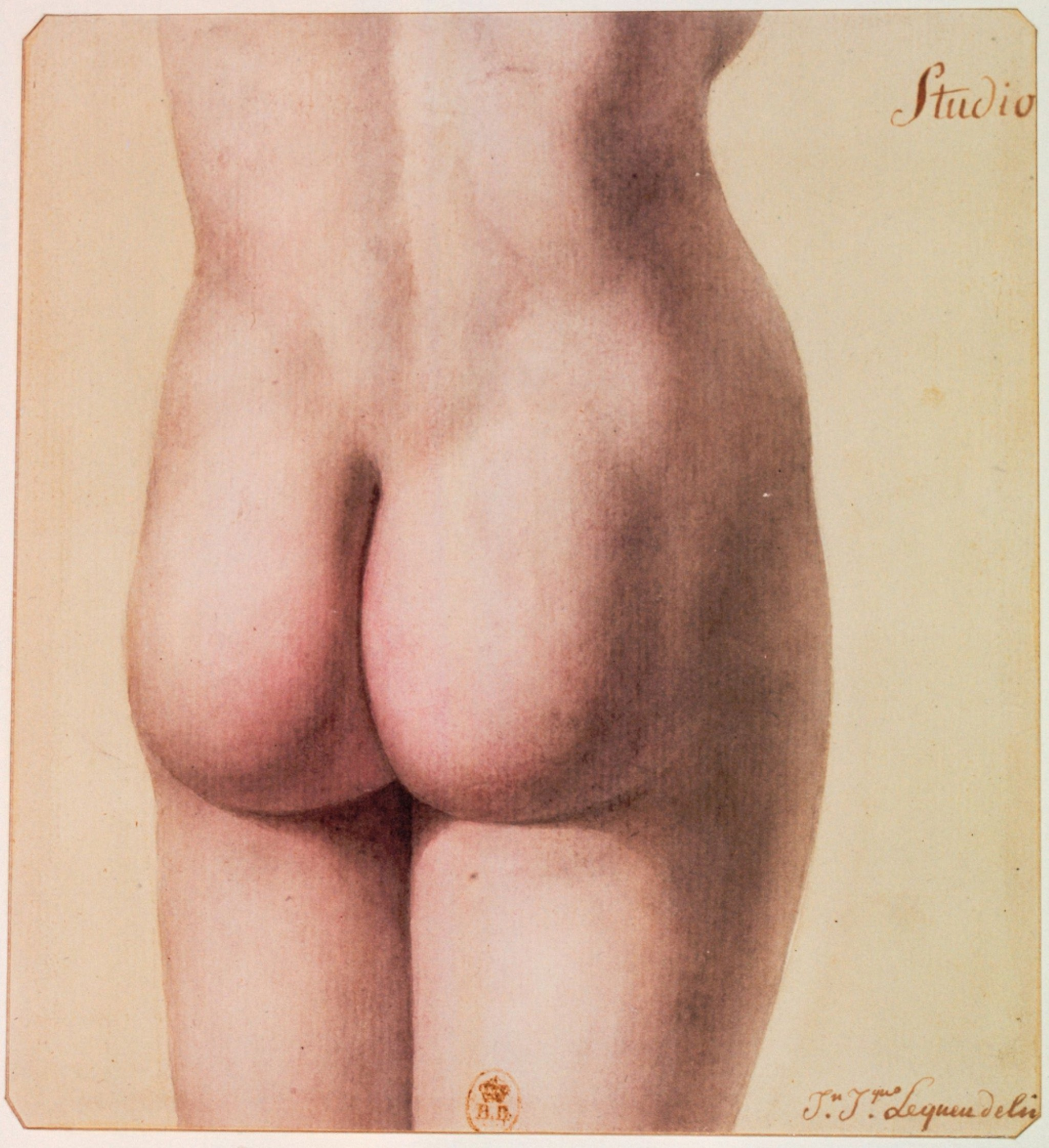
Жан-Жак Лекё (ок. 1785)
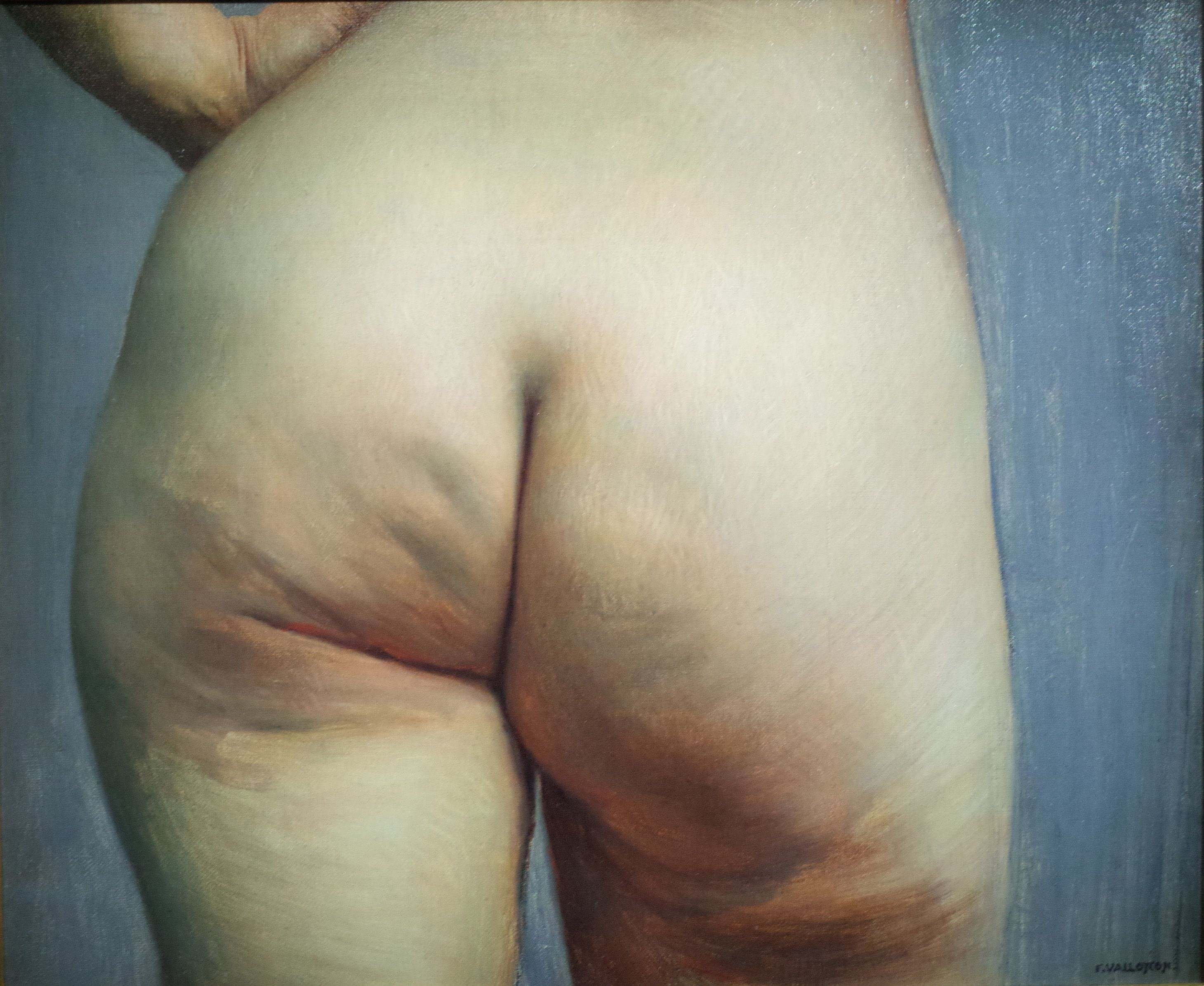
Феликс Валлотон (ок. 1884)